# Theodor Ackermann (Chemiker)
Theodor Ackermann (* 18. November 1925 in Rostock; † 29. Oktober 2004 in Freiburg) war ein deutscher Chemiker und Hochschullehrer für Physikalische Chemie an den Universitäten Münster und Freiburg.
Ackermann besuchte in Rostock das Gymnasium und nahm im Wintersemester 1946/1947 ein Studium der Chemie an der Universität Göttingen auf. Sowohl seine Diplom- als auch seine Doktorarbeit wurde von Ewald Wicke an der Universität Hamburg betreut. Ackermann beschäftigte sich in beiden Arbeiten mit der Hydrationsstruktur von Protonen und Hydroxylionen und konnte dabei grundlegende Einsichten in Struktur und Dynamik wässriger Lösungen aufzeigen. Seine Untersuchungen über die Wechselwirkung hydrophober Moleküle mit Wasser, die er unter anderem am Beispiel von Mischungen von Benzol und Wasser überprüfte, führten zu neuen Erkenntnissen über das Assoziationsverhalten von Wasser.
Theodor Ackermann wurde zum Dr. rer. nat. promoviert und habilitierte sich 1965 an der Universität Münster mit Arbeiten auf diesem Forschungsgebiet. Im selben Jahr nahm er seine bis 1970 dauernde Lehrtätigkeit an der Universität Münster auf, zuletzt als Wissenschaftlicher Abteilungsleiter und Professor am Institut für Physikalische Chemie. Im weiteren Werdegang nahm Ackermann Untersuchungen zur Wechselwirkung von Wasser und Biopolymeren auf, wobei er unter anderem die Konformation von Polynukleotiden (DNA) und Proteinen in wässrigen Lösungen untersuchte.
Im Jahr 1970 erhielt Theodor Ackermann einen Ruf an die Universität Freiburg, wo er neben Herbert Zimmermann den zweiten Lehrstuhl für Physikalische Chemie übernahm. In Freiburg erweiterte er sein Forschungsgebiet auf die Untersuchung thermodynamischer Parameter bei der Konformations-Umwandlung von Oligonukleotiden sowie auf die physikalisch-chemische Charakterisierung wässriger Phospholipidsuspensionen.
1993 wurde Ackermann emeritiert.

## Funktionen
- Dekan und Prodekan der Fakultät für Chemie und Pharmazie der Universität Freiburg
- Mitglied im zentralen Auswahlausschuss der Humboldtstiftung
- Gutachter für die Deutsche Forschungsgemeinschaft

## Arbeiten
- 1954: Ewald Wicke; Manfred Eigen; Theodor Ackermann: Über den Zustand des Protons (Hydroniumions) in wäßriger Lösung. Zeitschrift für Physikalische Chemie (München) 1, 340–364 (1954)
- 1956: Theodor Ackermann: Ermittlung des Hydratationszustandes der Hydroxyl-Ionen durch Messung der spezifischen Wärme wäßriger NaOH-Lösungen. Dissertation, Hamburg 1956